# هکتار
هِکتار یکی از یکاهای اندازه‌گیری سطح در واحدهای اندازه‌گیری متریک است که در دستگاه بین‌المللی یکاها (SI) نیز پذیرفته شده و بیشتر برای اندازه‌گیری مساحت اراضی به کار می‌رود. «هکتار» پسوند یونانی به معنای ۱۰۰ است. هکتار در واقع مساحت یک مربع با ضلعی به طول ۱۰۰ متر است؛ بنابراین هر هکتار برابر ۱۰,۰۰۰متر مربع است.
هر هکتار برابر با ۱۰۰ آر و ۰٫۰۱ (یک صدم) کیلومترمربع است.
هر ۱۰۰ مترمربع یک «آر» است.
این واحد اندازه‌گیری بیشتر برای زمین‌های کشاورزی همچنین مساحت شهرها به کار می‌رود.
هر هکتار ۱۰,۰۰۰ متر مربع است

## تاریخچه
اگرچه یک واحد SI نیست، اما تنها واحد نامگذاری شده از منطقه است که برای استفاده در SI پذیرفته شده‌است. این نام به زبان فرانسه، از لاتین ārea ابداع شده‌است. در عمل هکتار کاملاً از SI گرفته شده‌است که معادل یک هکتار مربع است.

## استفاده
این واحد به‌طور گسترده در سراسر جهان برای اندازه‌گیری مناطق بزرگ زمین استفاده می‌شود، و واحد اندازه‌گیری قانونی در حوزه‌های مربوط به مالکیت زمین، برنامه‌ریزی و مدیریت از جمله قانون (کارهای زمین)، کشاورزی، جنگلداری، و شهرسازی در سراسر اتحادیه اروپا است. بریتانیا، ایالات متحده، برمه، و تا حدی کانادا به جای آن از جریب استفاده می‌کنند.